# Дрезден (Огайо)
Дрезден (англ. Dresden) — селище (англ. village) в США, в окрузі Маскінґам штату Огайо. Населення — 1650 осіб (2020).

## Географія
Дрезден розташований за координатами 40°7′18″ пн. ш. 82°0′43″ зх. д. / 40.12167° пн. ш. 82.01194° зх. д. (40.121657, -82.011819).  За даними Бюро перепису населення США в 2010 році селище мало площу 3,05 км², з яких 2,96 км² — суходіл та 0,09 км² — водойми. В 2017 році площа становила 3,40 км², з яких 3,31 км² — суходіл та 0,09 км² — водойми.

### Клімат
| Клімат : Дрезден        | Клімат : Дрезден | Клімат : Дрезден | Клімат : Дрезден | Клімат : Дрезден | Клімат : Дрезден | Клімат : Дрезден | Клімат : Дрезден | Клімат : Дрезден | Клімат : Дрезден | Клімат : Дрезден | Клімат : Дрезден | Клімат : Дрезден | Клімат : Дрезден |
| Показник                | Січ.             | Лют.             | Бер.             | Квіт.            | Трав.            | Черв.            | Лип.             | Серп.            | Вер.             | Жовт.            | Лист.            | Груд.            | Рік              |
| Абсолютний максимум, °C | 23,9             | 23,9             | 30,0             | 32,2             | 35,0             | 39,4             | 40,6             | 38,9             | 41,1             | 33,3             | 28,3             | 25,0             | 41,1             |
| Середній максимум, °C   | 2,2              | 5,0              | 10,6             | 17,2             | 22,2             | 26,7             | 28,9             | 27,8             | 24,4             | 18,3             | 11,1             | 4,4              | 16,6             |
| Середній мінімум, °C    | −6,7             | −5               | −1,1             | 4,4              | 9,4              | 14,4             | 16,7             | 16,1             | 11,7             | 5,0              | 0,6              | −4,4             | 5,1              |
| Абсолютний мінімум, °C  | −31,1            | −28,9            | −21,1            | −11,7            | −6,7             | −0,6             | 5,0              | 3,9              | −2,8             | −8,3             | −20,6            | −28,3            | −31,1            |
| Норма опадів, мм        | 76               | 64               | 85               | 97               | 116              | 103              | 112              | 93               | 80               | 73               | 88               | 77               | 1064             |
| ----------------------- | ---------------- | ---------------- | ---------------- | ---------------- | ---------------- | ---------------- | ---------------- | ---------------- | ---------------- | ---------------- | ---------------- | ---------------- | ---------------- |
| Джерело:                |                  |                  |                  |                  |                  |                  |                  |                  |                  |                  |                  |                  |                  |

## Демографія
Згідно з переписом 2010 року, у селищі мешкало 1529 осіб у 651 домогосподарстві у складі 423 родин. Густота населення становила 502 особи/км².  Було 705 помешкань (231/км²).
Расовий склад населення:
| - 97,4 % — білих - 0,5 % — азіатів - 0,3 % — чорних або афроамериканців - 0,1 % — корінних американців |

До двох чи більше рас належало 1,8 %. Частка іспаномовних становила 0,3 % від усіх жителів.
За віковим діапазоном населення розподілялося таким чином: 25,1 % — особи молодші 18 років, 58,2 % — особи у віці 18—64 років, 16,7 % — особи у віці 65 років та старші. Медіана віку мешканця становила 39,0 року. На 100 осіб жіночої статі у селищі припадало 87,1 чоловіків;  на 100 жінок у віці від 18 років та старших — 84,7 чоловіків також старших 18 років.
Середній дохід на одне домашнє господарство  становив 42 947 доларів США (медіана — 35 357), а середній дохід на одну сім'ю — 52 270 доларів (медіана — 47 743). Медіана доходів становила 30 104 долари для чоловіків та 28 250 доларів для жінок. За межею бідності перебувало 21,1 % осіб, у тому числі 34,3 % дітей у віці до 18 років та 10,7 % осіб у віці 65 років та старших.
Цивільне працевлаштоване населення становило 773 особи. Основні галузі зайнятості: освіта, охорона здоров'я та соціальна допомога — 26,3 %, роздрібна торгівля — 19,9 %, мистецтво, розваги та відпочинок — 10,7 %, виробництво — 10,2 %.